# Cornay
 Cornay  es una población y comuna francesa, en la región de Champaña-Ardenas, departamento de Ardenas, en el distrito de Vouziers y cantón de Grandpré.
Está integrada en la Communauté de communes de l'Argonne Ardennaise.

## Demografía
| 417 | 451 | 487 | 490 | 508 | 515 | 522 | 501 | lac. | lac. | 504 | 484 | 499 | 461 | 458 | 431 | 410 | 351 | 326 | 312 | 202 | 223 | 166 | 191 | 184 | 133 | 122 | 117 | 98 | 96 | 90 | 86 | 77 | 78 |
| Para los censos de 1962 a 1999 la población legal corresponde a la población sin duplicidades (Fuente: INSEE [Consultar]) |     |     |     |     |     |     |     |      |      |     |     |     |     |     |     |     |     |     |     |     |     |     |     |     |     |     |     |    |    |    |    |    |    |